# فريدريك ماكولاي
فريدريك ماكولاي هو اقتصادي كندي، ولد في 12 أغسطس 1882 في مونتريال في كندا، وتوفي في 1 مارس 1970 في لونغ آيلند في الولايات المتحدة.